# Oriental Pearl Tower
Oriental Pearl Tower este un turn de telecomunicații din Shanghai, China cu o înălțime de 468 m cu antenă și 342 m  fără antenă, și este o construcție nouă.